# Dioctria seminole
Dioctria seminole är en tvåvingeart som beskrevs av Stanley Willard Bromley 1924. Dioctria seminole ingår i släktet Dioctria och familjen rovflugor.
Artens utbredningsområde är Florida. Inga underarter finns listade i Catalogue of Life.